# Winian sodu
Winian sodu, E335, Na
2C
4H
4O
6 – organiczny związek chemiczny z grupy winianów, sól sodowa kwasu winowego, występuje w postaci dihydratu, Na
2C
4H
4O
6·4H
2O. Bezbarwne, przezroczyste, bezwonne kryształy. Stosowany jako emulgator i regulator pH w przemyśle spożywczym o oznaczeniu E335(II).
Struktura krystaliczna dwuwodnego winianu sodu zawiera bardzo dokładną ilość wody, w związku z czym był używany jako standard (materiał odniesienia) do oznaczania zawartości wody metodą Karla Fischera.